# Lissonota hilaris
Lissonota hilaris là một loài tò vò trong họ Ichneumonidae.